# Каратерек (Павлодарская область)
Каратерек (каз. Қаратерек) — село в Майском районе Павлодарской области Казахстана. Расположено в 180 км к юго-востоку от областного центра — Павлодара и в 85 км к юго-востоку от районного центра — села Коктобе. Административный центр Каратерекского сельского округа. Находится примерно в 60 км к юго-востоку от села Коктобе. Код КАТО — 555645100.
Село было центральной усадьбой бывшего овцеводческого совхоза «Майский», образованного в 1957 году на базе земель колхозов имени Хрущёва, имени Орджоникидзе, имени 8-го Марта, «Путь к коммунизму» и Майской МТС.

## Население
В 1985 году в селе проживало 1244 человека. В 1999 году население села составляло 983 человека (486 мужчин и 497 женщин). По данным переписи 2009 года, в селе проживало 920 человек (451 мужчина и 469 женщин).